# Orzełek (województwo kujawsko-pomorskie)
Orzełek – wieś w Polsce położona w województwie kujawsko-pomorskim, w powiecie sępoleńskim, w gminie Kamień Krajeński.
Wieś biskupów gnieźnieńskich w województwie pomorskim w drugiej połowie XVI wieku. W latach 1975–1998 miejscowość położona była w województwie bydgoskim. Według Narodowego Spisu Powszechnego (III 2011 r.) liczyła 386 mieszkańców. Jest piątą co do wielkości miejscowością gminy Kamień Krajeński.